# Léo Pelé
Leonardo Pinheiro da Conceição (Río de Janeiro, Brasil, 6 de marzo de 1996), conocido como Léo Pelé (apodo dado por su semejanza con Pelé), es un futbolista brasileño. Juega de lateral izquierdo y su equipo actual es el Atlhetico paranaense de la SERIE B de Brasil.

## Trayectoria
Léo comenzó su carrera en el Fluminense, y fue promovido al primer equipo en la temporada 2015. Debutó profesionalmente el 13 de septiembre de 2015 en la derrota por 1-0 contra el Sport Recife. Jugó seis encuentros para el Flu en su primer año.
El 5 de diciembre de 2018, Léo Pelé fichó por el São Paulo por cuatro años.

## Estadísticas
Actualizado al último partido disputado el 4 de septiembre de 2020.
| Club | Div.          | Temporada     | Liga  | Liga  | Estatal | Estatal | Copas nacionales(1) | Copas nacionales(1) | Copas internacionales(2) | Copas internacionales(2) | Otras(3) | Otras(3) | Total | Total |
| Club | Div.          | Temporada     | Part. | Goles | Part.   | Goles   | Part.               | Goles               | Part.                    | Goles                    | Part.    | Goles    | Part. | Goles |
| --- | ------------- | ------------- | ----- | ----- | ------- | ------- | ------------------- | ------------------- | ------------------------ | ------------------------ | -------- | -------- | ----- | ----- |
| Fluminense · Brasil | 1.ª           | 2015          | 6     | 0     | 0       | 0       | 2                   | 0                   | -                        | -                        | -        | -        | 8     | 0     |
| Londrina · Brasil | 2.ª           | 2016          | 28    | 0     | 0       | 0       | -                   | -                   | -                        | -                        | -        | -        | 28    | 0     |
| Londrina · Brasil | Total club    | Total club    | 28    | 0     | 0       | 0       | 0                   | 0                   | 0                        | 0                        | 0        | 0        | 28    | 0     |
| Fluminense · Brasil | 1.ª           | 2016          | -     | -     | 2       | 0       | -                   | -                   | -                        | -                        | 2        | 0        | 4     | 0     |
| Fluminense · Brasil | 1.ª           | 2017          | 22    | 1     | 14      | 2       | 8                   | 0                   | 5                        | 0                        | 2        | 0        | 51    | 3     |
| Fluminense · Brasil | Total club    | Total club    | 28    | 1     | 16      | 2       | 10                  | 0                   | 5                        | 0                        | 4        | 0        | 63    | 3     |
| Bahia · Brasil | 1.ª           | 2018          | 32    | 0     | 11      | 0       | 3                   | 0                   | 5                        | 0                        | 9        | 0        | 60    | 0     |
| Bahia · Brasil | Total club    | Total club    | 32    | 0     | 11      | 0       | 3                   | 0                   | 5                        | 0                        | 9        | 0        | 60    | 0     |
| São Paulo · Brasil | 1.ª           | 2019          | 5     | 0     | 9       | 0       | 1                   | 0                   | 0                        | 0                        | -        | -        | 15    | 0     |
| São Paulo · Brasil | 2020          | 5             | 0     | 2     | 0       | 0       | 0                   | 0                   | 0                        | -                        | -        | 7        | 0     |       |
| São Paulo · Brasil | Total club    | Total club    | 10    | 0     | 11      | 0       | 1                   | 0                   | 0                        | 0                        | 0        | 0        | 22    | 0     |
| Total carrera | Total carrera | Total carrera | 98    | 1     | 38      | 2       | 14                  | 0                   | 10                       | 0                        | 13       | 0        | 173   | 3     |
| (1) Incluye datos de la Copa de Brasil (2) Incluye datos de la Copa Sudamericana y la Copa Libertadores (3) Incluye datos de la Primera Liga de Brasil y la Copa do Nordeste |               |               |       |       |         |         |                     |                     |                          |                          |          |          |       |       |

## Palmarés

### Títulos estatales
| Título                 | Club       | Estado     | Año  |
| ---------------------- | ---------- | ---------- | ---- |
| Primera Liga de Brasil | Fluminense | Región Sur | 2016 |
| Campeonato Baiano      | Bahia      | Bahía      | 2018 |